# معرفت و معنویت
معرفت و معنویت یا معرفت و امر قدسی (به انگلیسی: Knowledge and the Sacred) کتابی از سید حسین نصر است که نخستین‌بار به انگلیسی برای سخنرانی‌های گیفورد نگاشته شده‌است. این کتاب یکی از مشکل‌ترین آثار مؤلف به شمار می‌رود و مورد توجه فیلسوفان غربی و متکلمان ادیان دیگر از جمله مسیحی و یهودی قرار گرفته‌است و در دانشگاه‌های متعددی تدریس می‌شود.
کتاب معرفت و معنویت جوابی است به حمله‌های تفکر جدید غرب که تلاش می‌کند تا معنویت را از معرفت جدا سازد.

## به فارسی
کتاب معرفت و معنویت در سال ۱۳۷۹ نخستین بار توسط انشالله رحمتی به فارسی ترجمه شد. ترجمه دیگری به نام معرفت و امر قدسی نیز از این کتاب منتشر شده‌است.